# フロリダ・ステート・リーグ
フロリダ・ステート・リーグ（英語: Florida State League, 略称FSL）は、アメリカ合衆国のプロ野球リーグ。メジャーリーグベースボール（MLB）傘下マイナーリーグベースボール（MiLB）シングルA級。

## 歴史
1919年に6チームからなるリーグが創設。
1928年にいったんリーグが消滅したが、1936年に復活。
マイナーリーグの再編により、1963年にクラスAに編入、1990年にクラスAアドバンスト（A+）に編入。
2021年MLBのマイナーリーグ改編に伴い、当リーグはA-に編入され、リーグ名も一時的にロウAサウスウェストに改名された。
しかし、2022年にA-の階級自体がシングルAに改名され、またリーグ名も元のフロリダ・ステート・リーグに戻された。
2022年現在の所属チームは、2020年以前のA+級フロリダ・ステートリーグの10球団より構成され、全ての球団の本拠地がフロリダ州内に位置している。リーグ内でさらに東と西の2地区に細分化される。

## 所属チーム
| 地区   | チーム                                                           | MLB提携チーム                | 創設年 | 加入年 | 本拠地                                                                    |
| ------ | ---------------------------------------------------------------- | ---------------------------- | ------ | ------ | ------------------------------------------------------------------------- |
| 東地区 | デイトナ・トーテュガス Daytona Tortugas                          | シンシナティ・レッズ         | 1993年 | 2021年 | フロリダ州ボルーシャ郡デイトナビーチ ジャッキー・ロビンソン・ボールパーク |
| 東地区 | ジュピター・ハンマーヘッズ Jupiter Hammerheads                   | マイアミ・マーリンズ         | 1998年 | 2021年 | フロリダ州パームビーチ郡ジュピター ロジャー・ディーン・スタジアム         |
| 東地区 | パームビーチ・カージナルス Palm Beach Cardinals                  | セントルイス・カージナルス   | 2003年 | 2021年 | フロリダ州パームビーチ郡ジュピター ロジャー・ディーン・スタジアム         |
| 東地区 | セントルーシー・メッツ St. Lucie Mets                            | ニューヨーク・メッツ         | 1988年 | 2021年 | フロリダ州セントルーシー郡ポートセントルーシー クローバーパーク           |
| 西地区 | ブレイデントン・マローダーズ Bradenton Marauders                 | ピッツバーグ・パイレーツ     | 2010年 | 2021年 | フロリダ州マナティ郡ブレイデントン LECOMパーク                            |
| 西地区 | クリアウォーター・スレッシャーズ Clearwater Threshers            | フィラデルフィア・フィリーズ | 1985年 | 2021年 | フロリダ州ピネラス郡クリアウォーター ベイケア・ボールパーク               |
| 西地区 | ダニーデン・ブルージェイズ Dunedin Blue Jays                     | トロント・ブルージェイズ     | 1987年 | 2021年 | フロリダ州ピネラス郡ダニーデン TDボールパーク                             |
| 西地区 | フォートマイヤーズ・マイティマッスルズ Fort Myers Mighty Mussels | ミネソタ・ツインズ           | 1926年 | 2021年 | フロリダ州リー郡フォートマイヤーズ ハモンド・スタジアム                   |
| 西地区 | レイクランド・フライングタイガース Lakeland Flying Tigers        | デトロイト・タイガース       | 1960年 | 2021年 | フロリダ州ポーク郡レイクランド ジョーカー・マーチャン・スタジアム         |
| 西地区 | タンパ・ターポンズ Tampa Tarpons                                 | ニューヨーク・ヤンキース     | 1994年 | 2021年 | フロリダ州ヒルズボロ郡タンパ ジョージ・M・スタインブレナー・フィールド    |